# توني كوك (عداء مسافات طويلة)
توني كوك (بالإنجليزية: Tony Cook) هو عداء مسافات طويلة أسترالي، ولد في 18 سبتمبر 1936.

## وصلات خارجية
- توني كوك على موقع النتائج التاريخية لألعاب القوى الأسترالية (الإنجليزية)
- توني كوك على موقع اللجنة الأولمبية الدولية (الإنجليزية)
- توني كوك على موقع أوليمبيديا (الإنجليزية)
- توني كوك على موقع اللجنة الأولمبية الأسترالية (الإنجليزية)
- توني كوك على موقع اتحاد ألعاب الكومنولث (مؤرشف) (الإنجليزية)